# Chiese di Castellammare di Stabia
Le chiese di Castellammare di Stabia sono poco meno di una cinquantina, la maggior parte ubicate nel centro storico e nella zona collinare e sono oggi divise in 19 parrocchie: ricadono sotto la giurisdizione dell'arcidiocesi di Sorrento-Castellammare di Stabia.
La chiesa principale è la concattedrale di Santissima Maria Assunta e San Catello, che ospita anche la cappella del santo patrono della città, ossia San Catello; sono inoltre presenti quattro santuari: il santuario di Santa Maria di Pozzano, che prende il nome da un quadro, raffigurante appunto la Madonna di Pozzano, ritrovato in un pozzo, il santuario della Madonna della Libera, con il suo affresco su roccia in stile bizantino, il santuario del Sacro Cuore, dove si conservano le spoglie della beata Maria Maddalena Starace e il santuario di Santa Maria della Sanità, con un affresco del XIV secolo. Tra le chiese monumentali più rappresentative del centro storico quella di Gesù e Maria, di Portosalvo, dello Spirito Santo, mentre della zona collinare quella di San Francesco a Quisisana, di San Giacomo Maggiore e di San Nicola. Le chiese che invece presentato un'architettura di stampo moderno sono quelle ubicate nei quartieri nuovi, sviluppatesi a seguito dell'ingrandimento della città verso nord, a partire dalla metà del '900: si ricordano quelle di Sant'Antonio di Padova, di Maria Santissima del Carmine, di San Marco, di Maria Santissima Annunziata e di Gesù Buon Pastore.
Nel 1636 il viceré Manuel de Acevedo y Zúñiga, ordinò a Orazio Conca di fare un censimento delle chiese di Castellammare di Stabia: queste erano 23 e quasi tutte esistenti ancora oggi. Solo un numero esiguo ha subito modificazioni come la chiesa del convento di San Francesco, notevolmente ridotta e oggi conosciuta come chiesa dell'Oratorio, oppure chiusure come la Cappella San Marco sita in Varano, oggi spostata nell'omonimo rione, o la chiesa di Santa Maria di Portosalvo, in principio edificata sul molo del porto e poi ricostruita in centro per far posto al cantiere navale.